# 三十年和約
三十年和約是兩個古希臘城邦雅典和斯巴達在前445年簽訂的條約，結束了在前460年爆發的第一次伯羅奔尼撒戰爭。
但是這三十年和約只維持了13年：前432年雅典在波蒂迪亞戰爭（Battle of Potidaea）攻撃並打敗了斯巴達聯盟；這次勝利加上斯巴達的同盟國墨伽拉認可雅典貿易，激起斯巴達對雅典違反和約的指責，因而向雅典宣戰。到了這時，和約終於流產，而開始了第二次伯羅奔尼撒戰爭（即一般所稱的伯羅奔尼撒戰爭）。